# Trochlea humeri

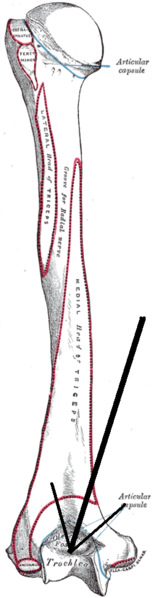
A felkarcsont szemből (a nyíl mutatja a trochleát)

A felkarcsont (humerus) alsó belső részén található a trochlea humeri. Egy mélyedés, melyet két kiemelkedő vékony dudor határol. A singcsont (ulna) itt ízesül a felkarcsonttal, tehát a trochlea humeri valójában a könyökízület felkarcsonti fele. 